# I.R.$.
I.R.$. ist eine seit 1999 erscheinende frankobelgische Comicserie von Stephen Desberg und Bernard Vrancken rund um einen Sonderermittler des IRS. Dieser hat die besondere Fähigkeit, in Steuererklärungen verdächtige Geldbewegungen aufzuspüren.

## Handlung
Larry B. Max arbeitet als Sonderermittler für den IRS (Steuerbehörde der USA). Durch seine Begabung, in Steuererklärungen verdächtige Geldbewegungen aufspüren zu können, kommt er Fällen von Geldwäsche, Steuerhinterziehung oder Korruption auf die Spur. Ein wiederkehrendes Element ist seine Beziehung zur ehemaligen Schauspielerin Gloria Paradise, die nun für ein Telefon-Sex-Unternehmen arbeitet.
Jede Geschichte erstreckt sich über einen Zyklus von zwei Bänden.

## Veröffentlichungen

### I.R.$.
Im französischsprachigen Original erscheinen die Alben im Verlag Le Lombard. Der Verlag veröffentlichte zeitgleich auch eine niederländische Fassung. Eine englischsprachige Ausgabe erscheint seit 2008 bei Cinebook.
Die Bände 1–12 sind in Deutschland bei Schreiber & Leser erschienen. Seit Band 13 erscheint die Serie in einer Auflage von 1.200 Stück bei Finix Comics.
Ab Band 19 beträgt die Auflage 1.000 Stück.
| Band Nr. | Zyklus                                                        | deutscher Titel                     | Originaltitel                        | ISBN (der dt. Ausgabe) |
| -------- | ------------------------------------------------------------- | ----------------------------------- | ------------------------------------ | ---------------------- |
| 1        | Die Nazis und das jüdische Gold (Les Nazis et l’Or juif)      | Steuerprüfung (2000)                | La Voie fiscale (1999)               | ISBN 978-3-933187-27-7 |
| 2        | Die Nazis und das jüdische Gold (Les Nazis et l’Or juif)      | Die Hagen-Strategie (2000)          | La Stratégie Hagen (2000)            | ISBN 978-3-933187-28-4 |
| 3        | Narcotráfico (Narcotrafics)                                   | Blue Ice (2001)                     | Blue Ice (2001)                      | ISBN 978-3-933187-55-0 |
| 4        | Narcotráfico (Narcotrafics)                                   | Narkokratie (2002)                  | Narcocratie (2002)                   | ISBN 978-3-933187-74-1 |
| 5        | Bundeskorruption (Federal Corruption)                         | Silicia Inc. (2003)                 | Silicia Inc. (2003)                  | ISBN 978-3-933187-95-6 |
| 6        | Bundeskorruption (Federal Corruption)                         | Korrupt (2004)                      | Le Corrupteur (2004)                 | ISBN 978-3-937102-03-0 |
| 7        | Petro-Dollars (Pétrodollars)                                  | Schwarzes Gold (2005)               | Corporate America (2005)             | ISBN 978-3-937102-25-2 |
| 8        | Petro-Dollars (Pétrodollars)                                  | Eastern Garden Oil (2006)           | La Guerre noire (2006)               | ISBN 978-3-937102-41-2 |
| 9        | Die Geheimkonten des Vatikan (Les Comptes secrets du Vatican) | Römische Verhältnisse (2007)        | Liaisons romaines (2007)             | ISBN 978-3-937102-69-6 |
| 10       | Die Geheimkonten des Vatikan (Les Comptes secrets du Vatican) | Mörder im Vatikan (2008)            | La Loge des assassins (2008)         | ISBN 978-3-937102-82-5 |
| 11       | Hollywood Connection                                          | Gloria (2009)                       | Le Chemin de Gloria (2009)           | ISBN 978-3-941239-13-5 |
| 12       | Hollywood Connection                                          | Im Namen des Präsidenten (2010)     | Au nom du Président (2010)           | ISBN 978-3-941239-37-1 |
| 13       | Abenteuer in Fernost (L’Orient extrême)                       | Yamashitas Gold (2014)              | L’Or de Yamashita (2011)             | ISBN 978-3-941236-92-9 |
| 14       | Abenteuer in Fernost (L’Orient extrême)                       | Die Überlebenden von Nanking (2014) | Les Survivants de Nankin (2012)      | ISBN 978-3-941236-93-6 |
| 15       | Waffenhandel (Trafiquants d’âmes)                             | Das Geschäft mit dem Tod (2016)     | Plus-values sur la Mort (2014)       | ISBN 978-3-945270-16-5 |
| 16       | Waffenhandel (Trafiquants d’âmes)                             | Kriegs-Optionen (2017)              | Options sur la Guerre (2015)         | ISBN 978-3-945270-36-3 |
| 17       | Undercover                                                    | Larry’s Paradise (2017)             | Larry’s Paradise (2016)              | ISBN 978-3-945270-57-8 |
| 18       | Undercover                                                    | Kate’s Hell (2018)                  | Kate’s Hell (2017)                   | ISBN 978-3-945270-61-5 |
| 19       | Finanzwelt (Alt-right)                                        | Die Herren der Finanzwelt (2019)    | Les Seigneurs Financiers (2018)      | ISBN 978-3-945270-95-0 |
| 20       | Finanzwelt (Alt-right)                                        | Die Dämonen der Börse (2020)        | Les Démons boursiers (2019)          | ISBN 978-3-948057-11-4 |
| 21       | Der Senator ?                                                 | Der Sturz der Engel (2021)          | La Chute des anges (2020)            | ISBN 978-3-948057-27-5 |
| 22       | Der Senator ?                                                 | Die Rückkehr der Verdammten (2022)  | La Résurrection des condamnés (2021) | ISBN 978-3-948057-55-8 |
| 23       | Klimaverbrechen ?                                             | Betrug an der Erde (2023)           | Fraude à la terre (2022)             | ISBN 978-3-948057-88-6 |
| 24       | Klimaverbrechen ?                                             | Klimakiller (2024)                  | Les prédateurs climatiques (2024)    | ISBN 978-3-910965-22-5 |

### I.R.$. All Watcher
Zwischen 2009 und 2011 erschien in schneller Folge I.R.$. All Watcher, ein siebenbändiges Spin-off der Hauptserie, mit wechselnden Zeichnern. Das Szenario stammte jeweils aus der Feder von Stephen Desberg.
Larry B. Max verfolgt in der Serie eine Person, die Geldströme wie ein „Schwarzes Loch“ anzieht.
Die Serie ist bislang nur auf Französisch erschienen.
| Band Nr. | Originaltitel                         | Zeichner       |
| -------- | ------------------------------------- | -------------- |
| 1        | Antonia (2009)                        | Alain Queireix |
| 2        | La Nébuleuse Roxana (2010)            | Daniel Koller  |
| 3        | Petra (2010)                          | Alain Queireix |
| 4        | La Spirale Mc Parnell (2010)          | Andrea Mutti   |
| 5        | Mia Maï (2010)                        | Marc Bourgne   |
| 6        | La Théorie des cordes fiscales (2011) | Daniel Koller  |
| 7        | Le Trou noir financier (2011)         | Marc Bourgne   |

### I.R.$. Team
Ein weiteres, vierbändiges Spin-off der Hauptserie erschien 2013 bis 2014. Das Szenario stammt wie schon bei I.R.$. All Watcher immer aus der Feder von Stephen Desberg.
Im Vorfeld einer Fußballweltmeisterschaft ermittelt Larry B. Max unter Spielern, Agenten und Funktionären. Neben Fällen von Wettbetrug und Doping wird schnell klar, dass auch die Abstimmung zum Austragungsort der kommenden Weltmeisterschaft manipuliert wurde. Max kann jedoch auf zahlreiche Unterstützung setzen. Es gibt ein Wiedersehen mit Laroya (aus Band 13 und 14 der Hauptserie), Mia Maï (I.R.$. All Watcher), sowie den Agenten Jared Gail und Scarlett Cossler aus Desbergs Serie Empire USA.
Die Serie ist bislang nur auf Französisch erschienen.
| Band Nr. | Originaltitel              | Zeichner      |
| -------- | -------------------------- | ------------- |
| 1        | Football Connection (2013) | Marc Bourgne  |
| 2        | Wags (2013)                | Daniel Koller |
| 3        | Goal Business (2014)       | Daniel Koller |
| 4        | Le dernier tir (2014)      | Marc Bourgne  |

## Rezeption
„‚Im Namen des Präsidenten‘ ist für sich selbst vielleicht nicht der Klassiker schlechthin – aber manchmal darf man auch die Gesamtserie würdigen. […] Wenn es einen modernen Klassiker der franko-belgischen Comic Art gibt, dann ist ‚I.R.$‘ ein Paradebeispiel.“